# Península de Yeisk
La península de Yeisk (del ruso: Ейский полуостров) es una península formada por la entrada de las llanuras de Kubán-Priazov en las aguas del mar de Azov. Pertenece administrativamente al raión de Yeisk del krai de Krasnodar de Rusia. 
Al norte está bañada por el golfo de Taganrog y el limán del Yeya y al sur por el golfo Yásenski y el limán del Beisug.
Su relieve es principalmente llano. Varios cordones litorales arenosos se adentran en el mar desde la península: la punta de Yeisk, la punta Dolgaya y la punta de Kamyshevátskaya.
En 2007 se presentó una iniciativa de los ciudadanos de la ciudad de Yeisk y el raión para lograr que la península se declare región balnearia federal.